# カルテクサブミリ波天文台
カルテクサブミリ波天文台（かるてくさぶみりはてんもんだい、CSO; Caltech Submillimeter Observatory）は、アメリカのハワイ州マウナケア山に設置された電波望遠鏡である。2015年に観測を停止し、2022年中に解体される。

## 概要
口径10.4mの電波望遠鏡を擁し、1987年からカリフォルニア工科大学による運営のもとで同大学内外の研究者による研究に使用された。
同じくマウナケア天文台群に設置されているジェームズ・クラーク・マクスウェル望遠鏡と結合させて2素子電波干渉計として、さらにはサブミリ波干渉計と結合させた「拡大サブミリ波干渉計」(eSMA)の一部としてより強力な観測能力を発揮できるよう、様々な技術試験や試験観測が行われた。
CSOの運用は、2015年に終了した。その後解体のための準備が進められ、環境アセスメント等を経て2022年1月14日にハワイ州土地・天然資源委員会によって解体のための土地使用が認可された。CSOは、2010年に定められたマウナケア天文台群の望遠鏡廃止計画にのっとって解体される最初の望遠鏡となる。
解体後の望遠鏡は、改修を経てチリ共和国のアタカマ砂漠に移設し、レイトン・チャナントール望遠鏡 (Leighton Chajnantor Telescope) として新たに観測に使用する計画が持ち上がっている。

## 性能

### 主反射鏡
- 直径：10.4m
- F値：0.4
- 焦点：カセグレン焦点およびナスミス焦点

### 架台
- 架台形式　経緯台式
- 観測可能天体高度：1.5度～89.5度

### 観測装置
- ヘテロダイン受信機[7]
  - 観測可能周波数：230GHz、345GHz、490GHz、690GHz、850GHz
- 分光装置
  - 音響光学型電波分光計：帯域幅50MHzまたは4GHz
- Second Generation Submillimeter High Angular Resolution Camera (SHARC-II) 
  - 観測可能波長：350μm、450μm及び850μm
  - ボロメータアレイ
  - 画素数：384画素
- Bolocam [8]
  - 観測可能波長：1.1mm、2.1mm
  - ボロメータアレイ
  - 画素数：115画素

この他、大学や研究機関が持ち込む形で運用している観測装置として、広帯域分光装置 Z-SPEC、ZEUS、SHARC-IIに偏光観測機能を持たせるSHARPがある。